# William Hyde Wollaston
William Hyde Wollaston — teljes nevén William Hyde Jackson Wollaston (East Dereham (Norfolk), 1766. augusztus 6. – London, 1828. december 22.), brit orvos, kémikus, fizikus, a palládium és a ródium fölfedezője.

## Élete
1782–1787 között orvosnak tanult, a doktor címet 1793-ban kapta meg. 1800-ig praktizált, de eddigre részlegesen megvakult. Ekkor visszavonult, és saját laboratóriumában főleg fizikai és kémiai kísérleteket végzett.

## Munkássága
Kiterjedt optikai vizsgálatai alapvetően a fénytörés jobb megismerését célozták; ehhez műszereket is tervezett, illetve készített:
- reflexiós goniométer (1809),
- Wollaston-prizma (1820).

1802-ben felfedezte a Nap színképében az első sötét sávokat (ezeket ma Fraunhofer-féle vonalaknak hívjuk).
1803-ban az analitikailag tiszta platina előállításával kísérletezve e munka afféle melléktermékeként fölfedezte a palládiumot és a ródiumot.
1804-ben végzett kísérleteivel alátámasztotta a többszörös súlyviszonyok törvényét.
Az elsők között jelentette ki, hogy a molekulákban egymáshoz kapcsolódó atomok három dimenzióban (térben) rendeződnek el.
A hólyagkőből 1810-ben elkülönítette az első természetes aminosavat, a cisztint.
Bevezette az ekvivalens súly fogalmát (1814-ben).

## Fontosabb művei
- Synoptic table of Chemical Equivalents (1814)

## Emlékezete
Róla nevezték el a wollastonit szilikátsásványt (táblapát, CaSiO3).